# Izalzu
Izalzu (cooficialmente en euskera: Itzaltzu) es un municipio español de la Comunidad Foral de Navarra, situado en la Merindad de Sangüesa, en el valle de Salazar y a 88 km de la capital de la comunidad, Pamplona. Su población en 2024 fue de 38 habitantes (INE).
Su gentilicio es itzaltzuarra, tanto en masculino como en femenino.

## Toponimia
Izalzu es un topónimo de origen vasco. El nombre antiguo de Izalzu era Yçiçuloa (siglo XI) o Içeyçuloa (siglo XII), cuando únicamente había un monasterio en el sitio. Este topónimo antiguo significa en euskera la hondonada de abetos, de izei (abeto) y zuloa (el agujero, la hondonada). Con posterioridad creció el pueblo en torno al monasterio y el lugar pasó a ser conocido como Izalzu. Algunos apuntan la posibilidad de que el nombre Izalzu derive de Izizulo, pero los filólogos consideran que son dos topónimos diferentes. Según Mikel Belasko, por ejemplo, Izalzu significa lugar de sombras, lugar sombrío y provendría de itzal (sombra) y el sufijo abundancial -(t)zu. En euskera el nombre del pueblo se transcribe como Itzaltzu. Desde 2000 son cooficiales el nombre español y el vasco del pueblo.

## Símbolos
El escudo de armas de la villa de Izalzu tiene el siguiente blasón:

Trae de gules y un lobo de sable con las uñas doradas, que tiene atravesado en la boca un cordero de plata con los cuernos dorados.

Este escudo es el blasón privativo del valle de Salazar y al propio tiempo de cada uno de sus pueblos. Simboliza la naturaleza ganadera del valle y la necesidad de defender los animales de los ataques de los lobos.

## Geografía
La localidad de Izalzu está situada en la parte Nordeste de la Comunidad Foral de Navarra y Norte del Valle de Salazar a una altitud de 803 m s. n. m. Su término municipal tiene una superficie de 7,3 km² y limita al norte con terreno comunal del Valle de Salazar, al Este y al sur con la facería de Izalzu-Ochagavía y al oeste con el municipio de Ochagavía.

## Historia
La primera referencia escrita sobre Izalzu data de 1037 cuando Blasco Asnari donó al Monasterio de Leyre un monasterio de su propiedad llamado Isisuloa, donde se veneraban reliquias del Salvador y de San Miguel Arcángel.
El pueblo de Izalzu surgiría en torno a este cenobio de San Salvador y San Miguel Arcángel donde se fueron estableciendo algunas familias. El actual término municipal de Izalzu se corresponde a las propiedades de aquel monasterio.
Durante siglos los habitantes de Izalzu fueron pecheros de los monjes de Leyre, monasterio del que dependía el de Izalzu; es decir que los vecinos de Izalzu debían pagar tributos a los monjes que eran los poseedores de las tierras. En el siglo XVI, desaparecidos los frailes del monasterio de San Salvador y San Miguel Arcángel, Izalzu se convierte en villa y se integra en la Mancomunidad del Valle de Salazar; sin embargo el monasterio de Leyre conservaría todavía bajo su poder la parroquia de Izalzu hasta la Desamortización de Mendizábal en el siglo XIX. 
Con la reforma municipal del siglo XIX la Mancomunidad del Valle de Salazar desaparece e Izalzu se convierte en municipio independiente.

## Demografía
Izalzu cuenta con una población de 38 habitantes (INE 2024).
| Gráfica de evolución demográfica de Izalzu entre 1842 y 2021 |
| |
| Población de derecho según los censos de población del INE Población de hecho según los censos de población del INEEn estos censos se denominaba Izalzu/Itzaltzu: 1842, 1857, 1860, 1877, 1887, 1897, 1900, 1910, 1920, 1930, 1940, 1950, 1960, 1970, 1981 y 1991 |

## Economía
Siendo uno de los municipios con menos población de Navarra y con una población muy envejecida, la actividad económica en Izalzu es bastante escasa.
En las estadísticas de 2001 figuraban 21 personas como parte de la población activa, es decir un 44% de la población total. De ellas un 23,8% se dedicaban al sector primario, un 33,33% al sector industrial y construcción y un 42,8% al sector servicios. 
Tradicionalmente la ganadería y la agricultura han sido las principales fuentes de riqueza del municipio. En la ganadería ha destacado principalmente el ganado ovino, mientras que en la agricultura destacaba el cultivo de la patata y de las plantas forrajeras y en menor medida de cereales.
Un vistazo a las estadísticas muestra como se ha producido un paulatino abandono de las actividades agrarias antes predominantes en Izalzu. El acusado descenso poblacional a partir de 1960 debido a la emigración (la población del municipio cayó en 2 décadas a un 1/3 de la que era) y la crisis del cultivo de la patata produjeron una disminución del peso del sector primario, en 1975 ocupaba al 60% de la población activa, en 1981 el 50%, en 1991 el 38,9%, el 1996 el 16,7%.Entre 1989 y 1999 el número de explotaciones agrícola-ganaderas de Izalzu pasó de 28 a 10. La superficie agrícola se redujo en un 50% aproximadamente. Desaparecieron por completo las tierras labradas y ya quedan únicamente pastos para el ganado.
En las últimas estadísticas agrarias de las que se dispone, que datan de 1999 ya solo existían 3 explotaciones familiares en Izalzu. Destacan 2 familias dedicadas a la ganadería ovina y que contaban con 1333 cabezas de ganado. Este ganado pasta en los terrenos comunes del Valle de Salazar y en los comunales de Izalzu. Los últimos datos de población activa parece que indican un pequeño repunte de la población dedicada al sector primario y ligado a las pocas explotaciones que han sobrevivido.
La superficie forestal de Izalzu la componen, en gran parte, pinares, realizándose extracciones de madera de 500 a 700 metros cúbicos al año. Esto supone una importante fuente de ingresos para el municipio.
La gente que trabaja en los sectores secundario y terciario realiza su trabajo en buena medida fuera del municipio.
En los últimos años el turismo rural está cogiendo un importante peso en la economía local. En 2002 la localidad contaba con 30 plazas de alojamiento. Destaca la presencia en Izalzu de un hotelito rural de 16 plazas, el Besaro, que también cuenta con restaurante. También hay dos casas rurales en el mismo casco de pueblo.

## Cultura

### Patrimonio
- Iglesia de la Asunción: edificio gótico del siglo XVI construido en piedra.
- Ermita de San José: algunos historiadores consideran que esta modesta ermita fue el antiguo monasterio medieval de San Salvador y San Miguel.
- Puente de Izalzu.

### Leyendas
En Izalzu se conserva la leyenda de Gartxot, un bardo navarro medieval que fue emparedado en vida por haber cometido un crimen horrendo. Según la leyenda, las palomas le llevaban granos de trigo para que no muriera de hambre durante el invierno.
Apoyándose en esta leyenda, el escritor Arturo Campión escribió uno de sus relatos más célebres: El bardo de Itzaltzu, una encendida defensa del euskera y la cultura popular vasca frente a los avances de la latinización impulsada por la iglesia y el Estado navarro, ambientada entre los siglos XI y XII. Esta obra sería fruto posteriormente de adaptaciones teatrales, musicales y cinematográfica. En la versión de Campión, Gartxot, el bardo de Izalzu, es depositario de la tradición oral de los vascones que se remonta a la Batalla de Roncesvalles. Ante la llegada de monjes extranjeros al monasterio de Roncesvalles, ve cómo éstos se apropian de su hijo Mikelot, que tiene una voz privilegiada, al que llevan al monasterio e intentan convertir en un monje cantor en lengua culta y de una tradición que es ajena a la suya. Gartxot libera a su hijo y huye a los montes de Izalzu con él, pero ambos son atrapados por el merino. Gartxot prefiere dar muerte a su propio hijo antes de que los monjes lo recuperen y éste es el crimen por el cual es condenado a permanecer encerrado hasta su muerte en una torre a merced de las limosnas que le den los caminantes. Finalmente, cuando muere Gartxot, muere con él también la tradición oral de los vascones. Las últimas adaptaciones de esta historia son un cómic de 2003 y la consiguiente adaptación cinematográfica realizada en 2011 por Asisko Urmeneta y Juanjo Elordi.